# سيفيرو بوينو
سيفيرو بوينو (7 يناير 1967 - 13 سبتمبر 2020)، هو قاضي إسباني شغل منصب محامي الدولة في قطلونية في فبراير من 2016 حتى وفاته.